# 吾妻連峰雪山遭難事故
吾妻連峰雪山遭難事故（あづまれんぽうゆきやまそうなんじこ）とは、1994年（平成6年）2月11日からの三連休を利用して吾妻連峰に出掛けた山スキーパーティー7名のうち5名が死亡した遭難事故。山スキーの聖地として人気を集めてきた吾妻連峰で起きた大きな遭難事故のうちの一つに挙げられ、山岳遭難事故史上に残るものとされる。

## 概要
山行二日目の2月12日、家形山避難小屋（標高1700 ｍ〈メートル〉）から滑川温泉（標高850 ｍ）へ下って宿泊する予定だった山スキー7名の一行は、温泉へと向かう霧ノ平の分岐点（標高1300 ｍ）の標柱を見つけられないまま彷徨った末、結局もとの家形山避難小屋へと戻ることとなり、その途上、雪洞を掘って一夜を明かす。連休最終日の2月13日、低い気温に加えて朝から強風が吹き荒れるなか、家形山方面へ向けて山行を続けていた一行は、正午過ぎ、強風帯の急斜面で動けなくなった最後尾の女性の対処に手間取り、この間に女性の意識が薄れていったほか、別の女性2名も相次いで眠気を訴えて脱落したため、7名はその付近で四つの雪洞に別れて連夜のビバークを余儀なくされる。翌朝（同14日）、リーダーを含む4名に意識がなく、ほか1名も自ら「動けそうにない」と訴えてその場にとどまった。残りの2名は救助を求めて山を下り、その日の夕方、雪洞を掘って三度目のビバークを敢行。翌2月15日の昼過ぎに滑川温泉に辿り着き、5名の救助を要請した。その日の午後、ビバーク地点を特定した自衛隊のヘリが、捜索に加わった地元の山岳会らとともに5名を収容、搬送した福島市内の病院で全員の死亡が確認された。死因はいずれも凍死だった。
一方、メンバーの登山仲間が同14日に捜索願を出していたが、グループが混成パーティーであったことや、登山届が未提出だったことなどから初動の情報収集に難航し、捜索は15日の朝からになっていた。また、現地での捜索に参加した別の登山仲間の一人が一時行方不明になる二重遭難が起きたが、幸い無事下山できた。
この年、2月11日からの三連休は全国で大荒れの天気となり、この事故を含めて、8都県で11件の遭難事故（死者6、行方不明1、重傷2、軽傷2、救出19）が発生した。

## 経過

### 計画
- 2月11日 - あづまスキー場～慶応吾妻山荘分岐～家形山～家形山避難小屋（泊）
- 2月12日 - 家形山避難小屋～滑川温泉（泊）
- 2月13日 - 滑川温泉～奥羽本線峠駅

パーティーは30代から60代の男性2人と女性5人（当記事では、リーダーと男性A、女性BとCを中心に解説する）。リーダーは登山歴30年で山岳ガイド資格もある新聞社勤務の監査役の男性で、同じルートを以前に二度経験していたが、今回はあくまでも彼のグループの山行であった。またメンバー全員が登山経験を有し、特にリーダーは今回13回目の吾妻連峰登山だった。三連休を利用して山スキーで福島市の高湯より吾妻連峰を縦走し、山形県米沢市の滑川温泉に到着するルートだった。

### 2月11日（祝日）
東京駅より新幹線で出発しようとするも、指定席を予約していなかった為、速達便「やまびこ」が満席だったので各駅停車の「あおば」乗車となり、予定より30分遅れで福島駅に到着。
事前に調べていなかった為、福島駅ではスキーを積むキャリアー付きタクシーが無く、急遽、マイクロバスをチャーターし、さらに30分待ち時間が発生する。ここまでのタイムロスを挽回すべく、当初の計画である吾妻高湯スキー場入口までではなく、極力、登山口の近くまでマイクロバスを走らせてほしい旨を運転手に要望。運転手は、路面凍結のためバスが登山口近くまで行けない可能性が高いので、麓の吾妻スキー場入口で降りてリフトを乗り継ぐ形による入山を勧め、スキー場入口で一度、車を停め説得もしたが、リーダーの強い要望に折れる形でバスを先に進めた。
しかし運転手の懸念通り、道路凍結が起きており、メンバーは最終的に吾妻高湯スキー場入口から1 km（キロメートル）先でマイクロバスを下車した。当初は下車地点から直接歩いて登山口へ向かおうとしたが、路面凍結で登山口到着が大幅に遅れる可能性が高いと判断。結局は当初予定の吾妻高湯スキー場入口まで徒歩で戻る形となり、さらに30分のタイムロスを発生させた。
リフトを利用して先に進もうとしたが、当時は4本あるリフトのうち2本（2本目と4本目）が強風で停止しており、この状況で、明日以降の天候悪化は把握できるはずであったが、メンバー7人は動いていた1本目と3本目リフトに乗り、止まっていた区間は標高差約200 mの急な坂道をスキー板で1 km以上歩いて登山口へ向かった。このため、7人は3本目のリフトを降りたあと4本目に乗らず直接、登山口へ向かい、結果として登山者カード提出場所となっている4本目リフト搭乗口を経由せず、登山者カード未提出で入山する形になり、後述の通り、捜索の際の登山ルート等の判明に時間を要することとなった。
このように時間のロスが発生していたが、道中にある設備の整った山小屋「慶応吾妻山荘」を通らず、当初の計画通り、緊急時の避難施設に過ぎない「家形山避難小屋」へ向かうことを優先した。しかも避難小屋に到着後、休息に入るのではなく、メインイベントのBBQパーティーを始め、それを22時まで続けた。
この日の夜、慶応吾妻山荘では、「中国大陸からの雨雲と寒気を伴った強い（急速に発達した）低気圧の接近により、太平洋側で大雪のおそれがある」旨がラジオの天気予報で報じられたことから、管理人は「山は間違いなく大荒れになる」と判断。宿泊客全員に、翌日は下山するか早朝に出発し、天候悪化の兆しが出たら直ちに戻るよう進言した。これを受け山荘に宿泊した全てのパーティーが翌日は下山するか、早朝に出発している。一方、家形山避難小屋のパーティー7人は誰もラジオを持っておらず、慶応吾妻山荘も素通りしたため、天気予報など翌日の天候に関する情報が一切得られなかった。

### 2月12日（土）
天候によっては引き返す可能性があったが、好天だった。起床は5時から6時であったが、家形山避難小屋での宴会の片付けもあり、8時30分に出発した。しかしこの好天は太平洋とオホーツク海の強い低気圧に挟まれたことによる擬似好天だった。出発が遅かった上に普段より雪が積もっており、予定より2時間以上遅い正午に白浜尾根へ到着。穏やかだった天候は午後から急変。2km先の山形県側にある霧の平を目差すが、分岐点の杭を見つけられないまま彷徨。この間、スキー板のクライミングスキン（シール）が剥がれるメンバーが続出。その際、剥がれたシールを粘着テープで留める応急処置には1人あたり10分から20分を要し、その間、他のメンバーは猛吹雪の中で待たされ、体力を消耗させた。
最終的には白浜から霧の平まで予定1時間の行程を6時間以上彷徨い、夜になった。18時30分頃リーダーはビバークを決断。白浜の北側、尾根から外れた雪の窪みがある木の脇に雪洞を掘り、スキー板と銀マットで入り口を塞いでビバークする。この時点ではまだ余裕があり、メンバーは「ビバークしたことを家族や友人に内緒にしよう」と冗談まじりに話していた。（冗談まじりに話せるのは、過去の大猪山の山スキー、強風、道迷い、雪の状態が悪い等を経験している為。本当の緊張感を感じたのは、翌日女性メンバーが低体温症で動けなくなった時）コンロや食料は十分にあったが、狭いため体を起こして足を投げ出すのが精いっぱいだったためほとんど一睡もできなかったという。しかし天候はますます悪化し、夜は氷点下10℃以下まで冷え込んだ上、重なった疲労がメンバーの体力を奪いつつあった。

### 2月13日（日）
完全な西高東低の気圧配置となり、沿海州からの強い寒気により猛吹雪が続いていたが、メンバーは翌日に出勤しなければならないため、天候の回復を待たずに7時から下山を強行。朝食は摂っていなかったとBが証言している。約1.2 km離れた家形山避難小屋まで戻ろうとしたが、8時過ぎに白浜手前の森林限界の尾根に差し掛かると、西からの暴風のため進めず、徒歩で通過を図り、6人は何とか白浜を抜けて樹林帯まで到達したが、女性メンバー1人が尾根の途中で低体温症により動けなくなる。Aが女性のザックを回収したが女性はなお歩けず、再びAが駆け寄った直後に女性は意識不明に陥ったため、寝袋に入れて残りのメンバーで引っ張ろうとしたが、暴風のため途中で断念し、パーティー全員がその場に留まる事態に。風除けのため雪洞を掘ろうとしたが、シャベル等が無かったため、リーダーら男性2人が食器などで雪洞を掘り、夜を迎える。この間にさらに女性2人の意識が薄れた。また、リーダーはザックを強風に飛ばされて無くしてしまい、低温のためガスストーブとヘッドランプが使えなくなるなどトラブルが相次ぎ、Cも手に凍傷を起こしていた。
22時に3つの雪洞を掘り終えるも、リーダーが疲労のためうっかり雪洞を一つ崩してしまい、Aが彼のために新たに雪洞を掘り、ザックごとシュラフを無くしていたためA自身のシュラフをかけた。この際、リーダーは目が見えなくなっており、Aへ「迷惑かけて申し訳ない。皆によろしく」という言葉を残した。AはB、Cが入っていた雪洞に頭だけ入れた状態で一夜を過ごした。

### 2月14日（月）
東京の天候は回復していたが、吾妻連峰では強い西からの吹雪が吹き続く。朝8時の時点で意識があったのは、男性Aと女性B、Cの計3人。リーダーを含む残る4人はAの呼びかけに一切反応せず体は硬直しており、低体温症によりおそらく死亡していた。3人は救助隊を呼ぶため下山を決意して出発の準備をしたが、そのうち女性Cは動けそうにないと、白浜に残ることを訴えた。Aが説得を試みたが、Cは「今まで親切にしてくれてありがとう。心残りはないからここに居る、だから二人で行って」と結果として遺言となる言葉を残した。残るA、Bで9時に白浜を離れ、途中で食事を摂って（この時はストーブが使えるようになっていた）、滑川温泉に通じるものの雪崩の危険がある西側の谷を下りていくがAが力尽き、結局16時過ぎにビバークする。
同日朝、13日の夜になっても吾妻連峰登山パーティーから連絡が来ないのを心配していた首都圏在住の山仲間は、福島の関係者に電話したところ、現地の天候が非常に悪いことを知らされた。さらに参加者それぞれの自宅へ電話したものの、留守電、または繋がらない状態だった。このため山仲間は、分かる範囲で6人の参加者の名前と住所を紙に書き福島県警本部に宛ててFAX送信。これが最初の捜索願提出となる。この時点で判明していたのは宿泊予定地の滑川温泉のみだった。これを受け福島・山形両県警などは最初、吾妻スキー場内4本目リフト搭乗口を含む登山口で提出された登山者カードを全て調べたものの、前述のとおりそもそも提出していないため、通報のあった者の名前の記載のあるカードは見つからなかった。そこで、登山計画書の記入・提出を経て入山した他の登山者からの目撃証言をもとに、6人のルートを突き止めて捜索活動を開始。地元局のラジオ福島（RFC）や山形放送（YBC）でも放送による呼びかけが行われたが、前述のとおり彼らはラジオを持っていなかったため、伝わりようがなかった。
夜に氏名が分からなかったCの家族が警察（警視庁蒲田署）に捜索願を出し、6人と同じ登山計画（吾妻高湯スキー場→家形山避難小屋→滑川温泉）を記したメモを見つけ、それを警察へ提供したことでようやく7人全員の身元が判明した。

### 2月15日（火）
前日とは一転して吾妻連峰は晴れ間が広がっていたが、強風が続いていた。吾妻山荘には警察（福島・山形両県警）および自衛隊の捜索隊の他、地元の山岳会などで編成された民間の捜索隊が集まり、吾妻ロッジと福島警察署庭塚駐在所に現地指揮本部を立ち上げ、朝8時30分から捜索を開始。
13時過ぎ、下山を続けていた2人はひどい凍傷になりながらも自力で滑川温泉にたどり着いたが、男性Aは右手の薬指一本を切断する重傷、女性Bは手足の痺れなど後遺症が残った。彼らの証言による捜索の結果、メンバーのビバーク地点を自衛隊ヘリが特定し、上空より雪洞・リュック・スキーを発見。15時過ぎに福島・山形両県境の白浜で女性Cを含むメンバー5人全員が遺体で発見・収容された。

## 事故の原因・背景
この遭難事故は「気象遭難」に分類されるもので、天候判断のミスおよび撤退判断の遅れ・欠如などにより厳しい気象条件下に晒される状態に陥り、低体温症を引き起こしたことが主な原因である。さらに霧の平での「道迷い遭難」の要素もあった。その他の背景として、以下の点が挙げられる。

### 不運や判断ミスによるタイムロスの発生
詳細は2月11日の箇所に譲るが、新幹線での福島駅への到着の段階で計画より30分遅れたのをきっかけに予定が狂い始め、登山口および宿泊予定場所への到着までに行われた判断によって予定より大幅に遅れる原因となった。また、判断ミスが重なった点もあるが、徒歩での移動距離が当初より大幅に長くなり、それらの行動により「体力消耗による予想以上の疲労」を招いた。

### 準備不足
メンバー7人全員が「出発前日までそれぞれの本業に追われ冬山登山の事前準備期間を十分確保できなかったこと」が悲劇の引き金となった。事前準備の一つとして『天候をチェックすること』は安全な登山のために必須事項であるが、このメンバーは三連休の福島県、山形県の週間天気を誰もチェックしていなかったという。リーダーは今回の吾妻連峰登山計画を半年ほど前から立てていたが、逆に言えばそれに依存する形となった。しかもリーダーは蓮華温泉での経験からか、以前から山行時における天候にはほぼいつも無頓着だったという。更に今回の山行でも新幹線内やマイクロバス内、避難小屋においても、誰からも天候の話題は一切出なかったという。
リーダーは吾妻連峰の山行で今回のメンバーの一部も含め2度経験している「家形山避難小屋（標高1,700m）から滑川温泉（標高850m）まで下る、距離およそ5km、所要時間は天候が良ければ1時間」の中級コースを選択。8時30分に出発しても、これまでの経験から正午には滑川温泉に到着すると想定していた。また複数名が過去2回同じルートを経験しており、その際には大きなトラブルにはならなかったことが逆に災いし、本来冬山登山に必携のラジオやツェルトの有無の確認やその必要性を認識しないなど、メンバー間での情報の共有も行われなかった。
リーダーは蓮華温泉での経験を踏まえ「遭難防止百戒」を作成しており、第4番として「装備はほどほどに何でも持ってゆくと滑れない」と記載していた（YouTube内で確認できる）。これを真に受け、メンバーが装備を減らした可能性は否めない。結果としてそれは「余裕の無い計画かつ冬山対応装備が一部欠品した状態」で本番に臨む形となった。
その一例がラジオの携帯である。設備の違いはあれど慶応吾妻山荘では天気予報などの情報を受信しており、登山客に対して適切な警戒や情報を提供していた。対してメンバー7人はラジオが無かったため、そうした情報を得る手段を有さない状況に陥ってしまっていた。
上記の理由に加え事前の登山計画書提出がなく、更に現地・吾妻高湯スキー場の登山者カード提出場所でもあった4本目リフト搭乗口を経由をしなかった上、メンバーは詳しい登山経路を誰にも（友人等は勿論、既婚者は身内に対してすらも）告げていなかった。
出発前に体調を崩した者がおり、本来であれば山行を全面中止、もしくは6名で山行すべきところを、登頂を決行してしまった。並びにこの時期は年度末を控えており、メンバーの中には看護師、区役所職員、専門学校講師などがいたが、多忙の中で登山に参加した。
ただし、Bはメンバーの中で一番多く食料を持参しており、行動中やビバーク中にできる限り補給していたことが生還に繋がった。

### 山中での判断ミス
登山口を過ぎた時点か、遅くとも慶応山荘手前の時点で既に疲労のため遅れるメンバーが出たにもかかわらず、7人は管理人が常駐している「慶応吾妻山荘」へ泊まる決断やそこでの一時休憩をせず、そのまま予定通り、本来は宿泊場所とはなっていない家形山避難小屋へ泊まった。このためメンバーは準備不足の影響もあり、天気予報などの情報を得られる最後の機会を逃してしまった。そのうえ、休息より宴会など優先して行い、十分に睡眠や暖も取らぬままに12日を迎えることになった。さらにこの宴会の際にアルコールをとっており（登山におけるアルコールは身体に対し様々に不利な要素を及ぼすため、安全性を高めたいなら厳禁である）、これも後の疲労や判断力低下の一因となった。
11日時点での計画の遅延の発生や12日には猛吹雪のためビバークを実施する状況となったうえ、状況悪化を防ぐために天候が回復するまでビバークを継続する案があったにもかかわらず、14日月曜日のそれぞれの出勤を優先。そのため、13日日曜日のうちに東京へ戻るか、少なくとも会社や自宅への連絡を重視した結果、13日の「猛吹雪の中での下山強行」を招いてしまった。
12日の霧の平への道を見つけられなかった時点か、この間に起きたスキー板の滑り止めシールが剥がれるトラブルなどをきっかけに、撤退する決断（この場合なら家形山避難小屋に引き返すなど）をせず、分岐点の捜索を続行したことも判断ミスの一つだった。冬山では早朝出発し、正午から下山をするか撤退するのが常識だが、ヘッドランプを持参して下山せず彷徨うリーダーの経験と勘に頼り切り、方位磁石、地図は持参していたもののコンパスによるルートファインディングを怠った結果、この日の夜にビバークを決断するまで彷徨を続けたため体力消耗を招いた。
また気温の低下も含めた低体温症に関する知識がなく対処法を知らなかった。実際、7人は白浜で低体温症に陥ったメンバーを雪洞に入れただけで、体を温めるなどの処置を取らなかった。そのうえ、動けなくなったメンバー1人を助けるため全員が強風や雪崩の危険区域に留まった結果、他のメンバーが次々と低体温症を発症させてしまった。さらに、7人は寒さのためほとんど食事をとることができなかった。
1997年にリーダーの友人が有志を募って『1994年2月吾妻連峰山スキー遭難事故報告書』を自費出版で発表しており、遭難の原因として「装備の不備と共に、雪の滑川温泉という魅力的な目的地に捉われた結果、別のルートをとるという選択ができなくなってしまった」という点を指摘している。
結論として「山そのものを楽しむことよりも、山での宴会や、下山後に温泉を借り切りにして騒げる愉快さが、リーダーのツアーの特色だった」（『死者は還らず　山岳遭難の現実』より）。長年の登山経験の中でも「ヒヤリ」「ハット」する山行があったが、武勇伝にしてきた過去がある。起こるべくして、起こった悲劇である。